# Panavision
Panavision (МФА: [ˈpænəˌvɪʒ(ə)n], произносится [панави́жн]) — американская компания, специализирующаяся на производстве киносъёмочных аппаратов и объективов для них. Основана в Вудленд-Хиллз, Калифорния Робертом Готтшальком (англ. Robert Gottschalk) как небольшое товарищество, выпускающее анаморфотные проекционные объективы, во время «широкоэкранного бума» пятидесятых. Первую продукцию собственной разработки Panavision выпустила в 1954 году, первоначально же являлась поставщиком оборудования CinemaScope. 
Компания производила свои товары, предвосхищая требования современных кинопроизводителей, и вскоре стала лидером отрасли. Разработанные ей анаморфотные блоки (объективы) для киносъёмки были настолько востребованы, что их массовость стала причиной вытеснения кинематографического формата «Синемаскоп» аналогичным форматом Panavision. Вскоре после своего появления объективы Panavision стали доминирующими на рынке киносъёмочной оптики формата «Синемаскоп», и в титрах многих фильмов стала появляться строка «Снято в системе Panavision» (англ. «Filmed in Panavision»). Названия CinemaScope и Panavision-35 существуют параллельно и обозначают один и тот же формат, отличающийся только используемой киносъёмочной оптикой. Компания также разработала собственный широкоплёночный формат Ultra Panavision 70, но в такой системе было снято всего семь фильмов.
В 1972 году Panavision произвела революцию в процессе кинопроизводства с появлением штативно-плечевой 35-мм кинокамеры Panaflex. Также компанией были выпущены другие революционные камеры, такие как Millennium XL (1999) и цифровая камера Genesis (2004), которые повлияли на мировое киноаппаратостроение.
Panavision работает исключительно в прокатной сфере услуг, то есть не продаёт выпускаемую кинотехнику, а предоставляет напрокат. Компания обладает уникальным кинооборудованием, не похожим на продукты своих конкурентов. Всё это допускает как вложения в исследование и развитие производства без внимания на цену при розничной торговле, так и регулярные усовершенствования всего своего оборудования.
Подразделения и филиалы компании расположены в Северной Америке (США, Канада, Мексика), в Европе (Португалия, Испания, Франция, Италия, Ирландия, Великобритания, Бельгия, Польша, Чехия, Румыния, Венгрия), Бразилии, ЮАР, Юго-Восточной Азии (Индия, Малайзия, Таиланд, Китай, Япония), Австралии и Новой Зеландии. На территории Российской Федерации и бывших союзных республик подразделения Panavision отсутствуют.
22 июня 2011 года президентом и главным исполнительным директором Panavision стал Джон Су (англ. John Suh), а бывший президент и главный исполнительный директор занял должность председателя совета — Уильям Бэвинс (англ. William C. (Bill) Bevins).

## Ранняя история
Роберт Готтшальк основал Panavision в 1953 году в партнёрстве с Ричардом Муром (англ. Richard Moore), Мередитом Николсоном (англ. Meredith Nicholson), Гарри Эллером (англ. Harry Eller), Уолтером Уоллином (англ. Walter Wallin) и Уильямом Мэнном (англ. William Mann); официально же компания была зарегистрирована в 1954 году. Panavision создана преимущественно для производства анаморфотных проекционных объективов в связи с увеличивавшимся спросом на них кинотеатров, демонстрировавших фильмы, снятые по системе CinemaScope. Во времена формирования Panavision Готтшальку принадлежал магазин, торгующий фотоаппаратами, в Вествуд-Виллэдже (англ. Westwood Village), Калифорния, где большинство его покупателей были кинематографистами. Несколькими годами ранее он и Мур, который работал с ним в одном магазине, экспериментировали с подводной фотосъёмкой; Готтшалька интересовала технология анаморфотных объективов, которая позволяла ему получить более широкий обзор из его подводной фотокамеры. Данная технология была изобретена ещё во время Первой мировой, чтобы увеличить поле зрения танковых перископов. После добавления в перископ дополнительного анаморфотного оптического элемента изображение переставало быть «сжатым», и перископ давал горизонтально-удвоенное поле зрения без значительных искажений. Готтшальк и Мур купили несколько таких объективов у нью-йоркского филиала C.P.Goerz для использования их в подводной фотосъёмке. Как только широкоэкранное кинопроизводство стало популярным, Готтшальк разглядел возможность обеспечивать киноиндустрию анаморфотными объективами — сначала для проекторов, а затем для камер. Николсон, друг Мура, начал работать в качестве оператора на начальных пробах анаморфотной съёмки.

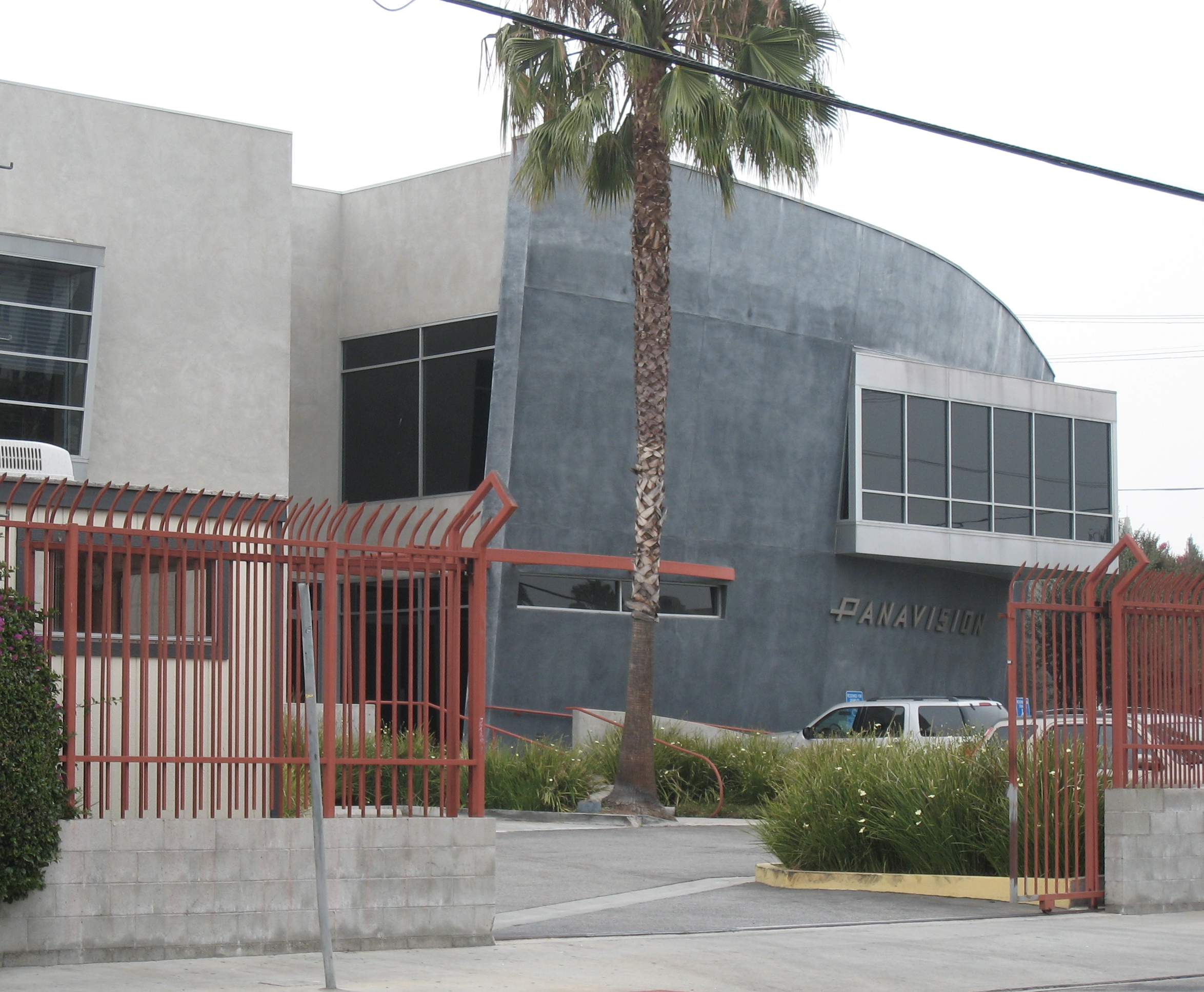
Офис Panavision в Лос-Анджелесе, Калифорния

 В 1950-е популярности киноиндустрии угрожало появление телевидения, которое удерживало зрителей дома, заставляя их воздерживаться от походов в кинотеатры, понижая тем самым кассовые сборы. Но киностудии всё же нашли способ привлечь аудиторию в кинотеатры посредством возрождения цветных фильмов, стереофонического звука, демонстрацией трёхмерного и широкоэкранного кино. Cinerama — одна из первых технологий демонстрации широкоэкранного фильма — громоздкая система в своей первоначальной концепции, требующая три кинокамеры для съёмки и три синхронизированных проектора для демонстрации изображения на один широкий и изогнутый экран. Помимо материальных и финансовых сложностей в использовании утроенного оборудования, при демонстрации возникали вертикальные линии между тремя проецируемыми изображениями. В поисках более дешёвого, простого и визуально-качественного метода широкоэкранного кинопроизводства 20th Century Fox приобрела права на систему «Синемаскоп» (англ. CinemaScope), где фильм снимали анаморфотными объективами. Затем его демонстрировали при помощи аналогичного анаморфотного объектива на проекторе, который восстанавливал пропорции изображения. Первый фильм, снятый по такой системе, — «Плащаница» (1953), создание которого было поручено Готтшальку, Муру и Николсону, так как те уже имели опыт работы со своей системой анаморфотной подводной съёмки.
Готтшальк был знаком с одним из торговцев Bausch & Lomb — компании, с которой Fox заключила контракт по производству объективов CinemaScope, и которая с трудом покрывала спрос на объективы для кинотеатральных проекторов. Он объединился с Уильямом Мэнном, отвечающим за оптическое производство, и с Уолтером Уоллином — физиком-оптиком, знакомым Мэнна. Конструкция анаморфотных насадок для объективов, которую они выбрали, была призматической, и оказалась удачнее, чем насадки с цилиндрическими линзами, выпускавшиеся Bausch & Lomb для CinemaScope. В основу этого дизайна вошла возможность ручной регулировки объективов, которую использовали киномеханики, переключающие проекторы после демонстрации трейлеров обычного формата на фильм с анаморфированием. У. Уоллином был разработан дизайн, воплощённый в объективах Panatar, запатентованный 11 августа 1954 года и пять лет спустя получивший награду.

## Выход на рынок
Первый продукт Panavision — проекционные объективы Super Panatar, появившиеся в марте 1954 года и стоившие $1100, — завоевали рынок. Super Panatar — прямоугольная коробка, прикреплённая к прилагающимся проекционным объективам посредством особого крепления. Её изменяемая призматическая система позволила на одном и том же проекторе демонстрировать фильмы с различными плёночными форматами при помощи простого регулирования объективов. Путём усовершенствования Super Panatar компания получила Ultra Panatar — более лёгкий аналог, который мог быть прикреплён непосредственно перед проекционными объективами. Объективы Panavision постепенно сменили CinemaScope как лидера среди анаморфотных систем для кинотеатральных проекторов.
В декабре 1954 года компания создала специальные оптические системы для кинокопировальных машин — Micro Panatar, которые могли осуществлять обрезку и панорамирование (Pan & scan) негативов широкоэкранных анаморфированных фильмов, то есть перевод широкоэкранного формата в классический для демонстрации фильмов, снятых с анаморфированием, в кинотеатрах, оборудованных кинопроекторами обычного формата или узкоплёночными. До появления Micro Panatar киностудии иногда снимали один и тот же фильм одновременно анаморфотной и сферической камерами, тем самым позволяя демонстрировать их неширокоэкранным кинотеатрам. Применение объективов Micro Panatar в стадии пост-продакшена по сравнению с использованием второй камеры при съёмке привело к огромной экономии.
Другая разработка сохранила лидерскую позицию Panavision — анаморфотные блоки (киносъёмочные объективы) Auto Panatar, предназначенные для съёмки на 35-мм киноплёнку с анаморфированием. Ранние объективы CinemaScope имели проблемы со съёмкой крупных планов актеров из-за оптического дефекта, известного как «гримасы» (англ. «the mumps»), — расширение, «расплыв» вследствие потери анаморфотной мощности при приближении снимаемого объекта к объективу. CinemaScope компенсировала эту ошибку полной отменой крупных кадров. И чем больше новая анаморфотная технология становилась популярной, тем сложнее было данный дефект компенсировать. Panavision нашла решение, добавив в объектив дополнительный вращающийся элемент, движение которого механически синхронизировано с фокусировочным кольцом. Это устранило искривление и позволило получить естественный крупный план. Auto Panatar, выпущенные в 1958 году, быстро завоевали популярность, в конце концов заставив устареть объективы CinemaScope. За эту разработку Panavision получила первый из своих девятнадцати Оскаров за технические достижения.

Кадр из «Великого рыбака» (1959), первого фильма, использовавшего технологию Super Panavision 70. Изображение демонстрирует соотношение сторон экрана 2.20:1, в котором фильм был представлен

 С 1954 года Panavision работала над новой широкоэкранной технологией по заказу MGM. Система использовала 65-мм кинокамеру, соединённую с анаморфотными объективами APO Panatar, имеющими коэффициент анаморфирования 1.25. Фильмы, снятые по этой технологии, имели впечатляющее соотношение сторон экрана 2.76:1, когда демонстрировались в 70-мм формате. Представленная как MGM Camera 65, система была использована лишь в нескольких фильмах, первым из которых стал фильм «Округ Рэйнтри» (1956). Однако фильм был выпущен только в 35-мм анаморфотном формате, так как кинотеатры демонстрировали 70-мм фильм «Вокруг света за 80 дней» (1956), снятый в конкурентной, неанаморфотной системе Todd-AO. В январе 1959 года на афишах 70-мм анимационного фильма Disney «Спящая красавица» присутствовали надпись «При съёмках использованы объективы Panavision» (англ. «Process lenses by Panavision») и логотип Super Technirama 70. Первым фильмом, представленным в 70-мм анаморфотной системе, стал «Бен Гур», снятый MGM в 1959 году; систему назвали MGM Camera 65. Panavision также разработала неанаморфотную широкоэкранную технологию, названную Super Panavision 70, которая по сути была идентична Todd-AO. Super Panavision дебютировала в 1959 году с фильмом «Великий рыбак», выпущенным Buena Vista — отделением Disney.

## Камеры

### Ранние технологии

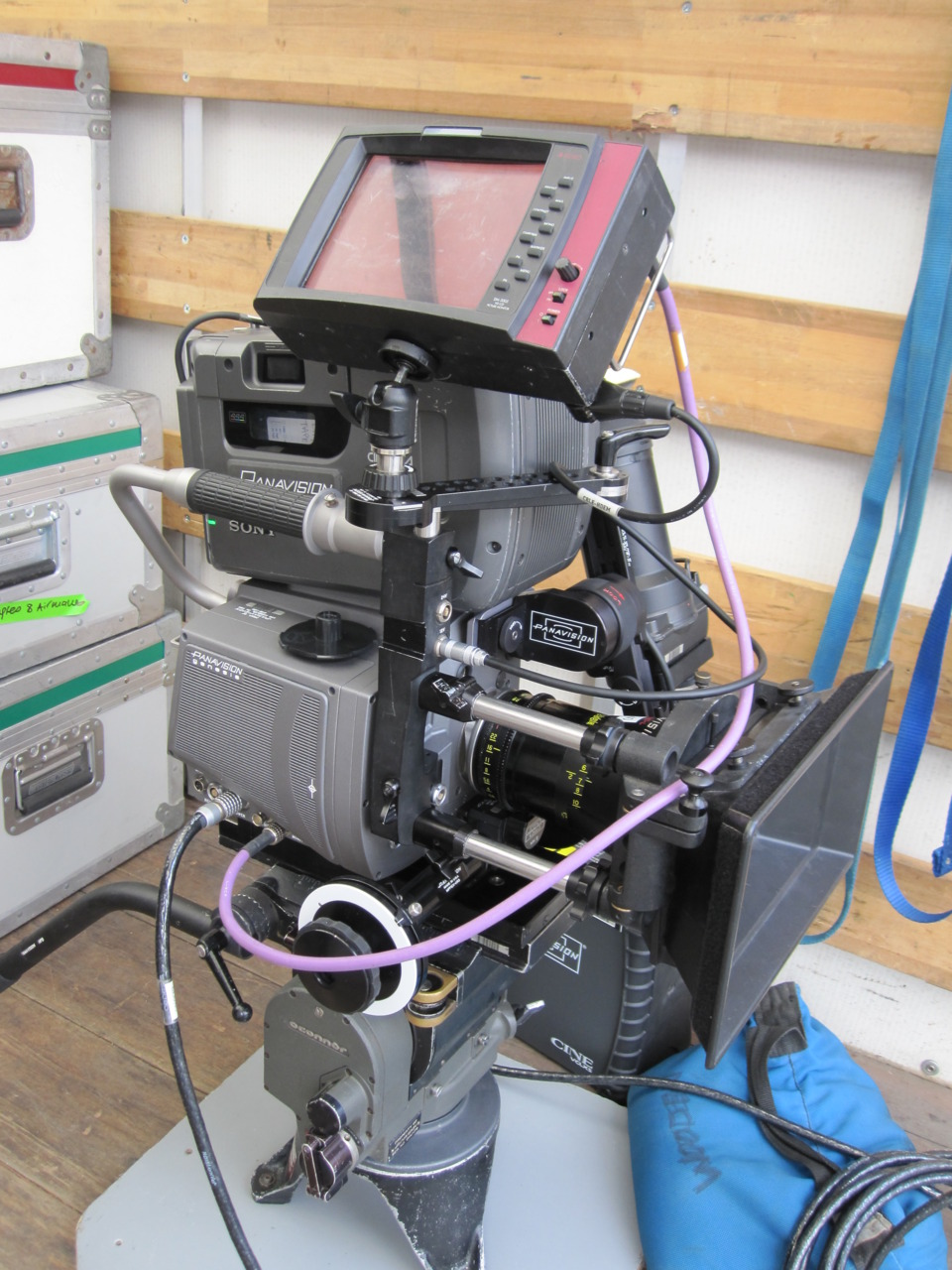
Panavision Genesis

К 1962 году четыре основателя Panavision покинули компанию ради собственной карьеры. В этом же году производство фильма «Мятеж на „Баунти“» с помощью технологии MGM Camera 65 так превысило бюджет, что студии пришлось ликвидировать некоторое имущество, чтобы покрыть его стоимость. В результате этой ликвидации Panavision приобрела часть киносъёмочного оборудования MGM, а заодно и права на систему Camera 65; технологию переименовали в Ultra Panavision 70. Лишь семь фильмов было снято по этой системе: «Этот безумный, безумный, безумный, безумный мир» (1963), «Падение Римской империи» (1964), «Битва в Арденнах» (1965), «Величайшая из когда-либо рассказанных историй» (1965), «Тропа Аллилуйя» (1965) и «Хартум» (1966),  «Омерзительная восьмёрка» (2015). 1,25х анаморфотные объективы для 70-мм проекторов стали редкостью. Большинство 70-мм прокатный фильмокопий были предназначены для демонстрации посредством неанаморфотных, сферических объективов. Полученное при этом соотношение сторон изображения 2,20:1 допускало прокат в более широкой киносети, не оснащённой увеличенными экранами.
Хотя Fox и настаивала на поддержке CinemaScope, некоторым актёрам не нравилась эта система. Для производства фильма Fox 1965 года «Поезд фон Райена» Фрэнк Синатра, согласно общему мнению, требовал использования объективов Auto Panatar. Такое давление вынудило Fox к полному отказу от CinemaScope в пользу Auto Panatar в том же году, и, таким образом, «Поезд фон Райена» стал первым фильмом студии, снятым с использованием объективов Panavision. Чтобы покрыть огромнейший спрос на проекционные объективы Panavision, Готтшальк просто изменял форму объективов CinemaScope от Bausch & Lomb на форму объективов Panavision посредством новейшего астигматического оборудования, заметно их улучшая. Это было раскрыто лишь спустя много лет после смерти Готтшалька, когда ведущий дизайнер Bausch & Lomb, который был занят ещё в первоначальном проекте CinemaScope, перешёл на работу к Panavision и (после осмотра некоторых старых объективов) открыл тайну.

Логотип Panavision представляет собой три разных соотношения сторон экрана:1.33:1 (телевизионный, классический формат) внутри, 1.85:1 (стандартный кашетированный формат в США, Flat) в середине и 2.35/2.40:1 (современный 35-мм анаморфотный формат, Scope)

В середине 1960-х Готтшальк изменил бизнес-модель Panavision. Теперь всё оборудование компании — объективы и камеры, полученные от MGM, — стало доступно только в прокат. Это подразумевало, что вся техника могла модифицироваться и регулярно усовершенствоваться компанией. Когда Panavision в конце концов предъявила свои камеры рынку, она была относительно свободна от цен на производство и модификацию, так как не являлась прямым конкурентом по розничной цене. Это позволило Panavision изготовлять камеры по новым стандартам долговечности.
Новая бизнес-модель требовала дополнительного капитала. В результате компания была продана Banner Productions в 1965 году; Готтшальк остался в качестве президента. Panavison планировала вскоре утвердиться на рынках и за Голливудом, включая Нью-Йорк, Европу, Австралию, Гонконг и Юго-Восточную Азию. Kinney National Service выкупила Banner в 1968 году, в следующем году приобрела Warner Brothers, в конце концов сменив название на Warner Communications. Финансовые ресурсы Kinney и Warner сделали возможной массовую экспансию оборудования Panavision.
В течение этого периода НИОКР-отдел компании сосредоточился на модернизации самой популярной в Голливуде студийной 35-мм камеры Mitchell BNC. Разработка более лёгкой, бесшумной камеры с зеркальным обтюратором привела к появлению Panavision Silent Reflex (PSR) в 1967 году. За счёт усовершенствований грейферного механизма удалось довести угол раскрытия обтюратора до 220 градусов. Было сделано множество усовершенствований в PSR в течение нескольких лет после её выхода, и она вскоре стала одной из популярнейших камер в мире. Panavision также начала производство сферических объективов для съёмки в кашетированном формате 1,85:1.
В 1968 году Panavision представила портативную 65-мм камеру. Однако в это время более дешёвый процесс увеличения 35-мм анаморфированных фильмов до 70-мм, представленный фильмом «Кардинал» (1964), заставил устареть 65-мм производство. В 1970 году последними двумя фильмами, снятыми полностью с технологией Super Panavision, стали: «Песнь Норвегии» и «Дочь Райана». Десятилетия спустя лишь несколько фильмов могли быть сняты в такой технологии.

### Рождение Panaflex
Следующим главным проектом руководил Альберт Мэйер (англ. Albert Mayer): создание легкой камеры с зеркальным обтюратором, пригодной для синхронной съёмки вне студийного павильона. В 1972 году, после четырёх лет разработки, появилась камера «Panaflex». Одновременно с ней в Германии начат выпуск «Arriflex 35 BL» не менее революционной конструкции, позволившей вести полноценную синхронную съёмку без штатива со свободным перемещением оператора. Вместо тяжёлого звукозаглушающего бокса «Panaflex», как и его европейский конкурент, использовал «внутреннее боксирование» за счёт рациональной конструкции и амортизации узлов. Появление этих двух камер положило конец господству тяжёлых синхронных аппаратов, таких как «Mitchell BNCR». При этом, в отличие от «Аррифлекса», использующего зубчато-ременные передачи, сматыватель и наматыватель кассет «Panaflex» выполнены на основе отдельных электродвигателей, что исключало использование механических передач и дополнительно снижало шум аппарата до уровня 27 децибел. «Panaflex» стала одной из первых камер с цифровым тахометром. «Шугарлендский экспресс» (1974) Стивена Спилберга стал первым фильмом, снятым с применением камеры «Panaflex». Камера оказалась пригодна для работы с первыми образцами системы «Стэдикам» и участвовала в съёмках одного из первых фильмов «Рокки» с её широким использованием.
В течение 1970-х линейка Panaflex была модернизирована и выставлена на продажу в новых воплощениях: «Panaflex X», «Panaflex Lightweight» (для стедикам), высокоскоростная «Panastar», «Panaflex Gold» и «Panaflex G2». Panavision объединилась со своим главным конкурентом — компанией Tiffen — ради создания «Panaglide» — стабилизатора для технологии Steadicam. Также была произведена видеокамера «Panacam», хотя компания покинула рынок видеотехнологий.

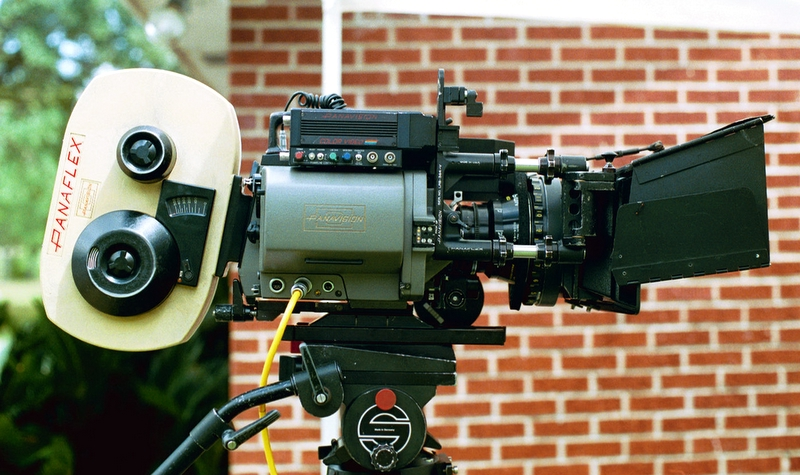
Panaflex G2

 Роберт Готтшальк умер в 1982 году в возрасте 64 лет. После его смерти Kinney National продала компанию консорциуму Тэда Филда (англ. Ted Field), Джона Фарранда (англ. John Farrand) и Алана Хиршфилда (англ. Alan Hirshfield) с одной стороны и наследнику чикагского универмага Фрэдерику Филду (англ. Frederick Field) с другой. С новыми владельцами пришли радикальные перемены в компанию. Оптические испытания были компьютеризированы, и в 1986 году была представлена новая камера модели Platinum. В следующем году из-за ощутимого спроса на возрождение 65-мм камеры началась разработка новой модели. Компания была продана Lee International PLC за 100 миллионов долларов в 1987 году, но финансирование затягивалось, и право собственности перешло фирме Warburg Pincus двумя годами позже.
В 1989 году компания выпустила новую линейку объективов Primo, которые являлись самыми чёткими объективами, выпущенными Panavision, на тот момент. Спустя шесть лет компания и три её сотрудника были награждены «Оскарами» за их работу над созданием 3:1 трансфокаторных объективов Primo: Лэйн Нэйл (англ. Lain Neil) за оптический дизайн, Рик Гелбард (англ. Rick Gelbard) за механический дизайн и Эрик Дубберк (англ. Eric Dubberke) за проектирование объективов.

Согласно цитате AMPAS:

Высокий контраст и отсутствие паразитных засветок вместе со способностью обеспечивать фокусировку на близкие расстояния и поддерживать постоянный размер изображения при смене фокусного расстояния делают объективы Primo 3:1 Zoom действительно уникальными.
Оригинальный текст (англ.)The high contrast and absence of flare, along with its ability to provide close focusing and to maintain constant image size while changing focus, make the Primo 3:1 Zoom Lens truly unique.

В 1991 году компания выпустила свою новую 65-мм технологию System 65, которая двумя годами позже была вытеснена технологией Arriflex 765 от компании Arri. Система не была широко принята, и только два голливудских фильма были сняты с использованием нового 65-мм процесса: «Далеко-далеко» (1992) и «Гамлет» (1996) Кеннета Брана — последний известный фильм, снятый на 65-миллиметровой плёнке.

### Линейка Millennium

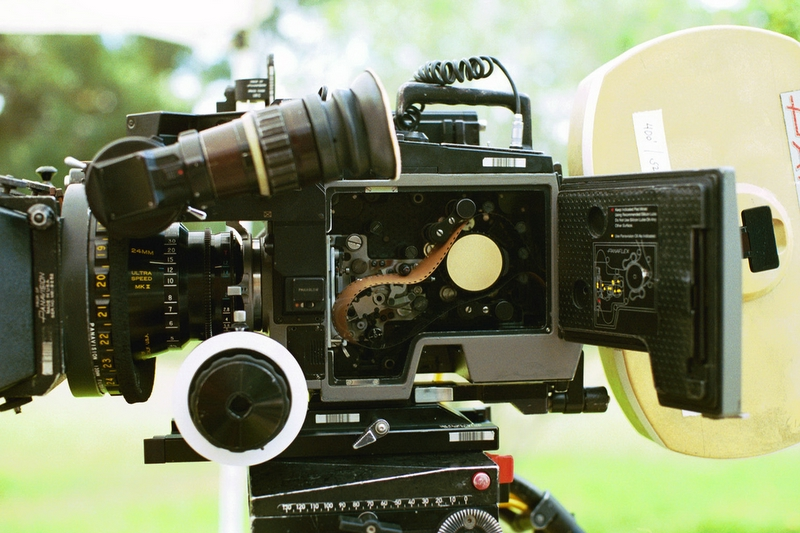
Panaflex G2 со вскрытым корпусом

В 1992 году Panavision запустила проект по созданию камеры, который включал в себя переосмысливание каждого аспекта 35-мм системы компании. Проектную команду возглавили Нолан Мёрдок (англ. Nolan Murdock) и Альберт Мэйер-старший (англ. Albert Mayer Sr.). Новая кинокамера Millennium, заменившая Platinum в качестве флагманской продукции компании, была выпущена в 1997 году. В 1999 году Альберт Мэйер-младший (англ. Albert Mayer Jr.) вывел на рынок камеру Millennium XL, которая вскоре зарекомендовала себя как новая 35-мм система Panavision. XL стала первым продуктом в истории Panavision, который получил сразу «Оскар» и награду Primetime Emmy Award в первый же год после официального релиза. В 2004 году в свет вышла камера XL2 — усовершенствованная XL. Первыми фильмами, использовавшими при съёмках последние две камеры, соответственно стали «Идеальный шторм» (2000) и «Между небом и землёй» (2005). Серия XL не только имела уменьшенный корпус, что делало её портативной и подходящей как для студийной работы, так и для использования со «Стедикамом». Она внесла первое значительное изменение в лентопротяжный механизм со времён Panaflex: раздельные тянущий и задерживающий зубчатые барабаны (похожее устройство имели камеры компании Moviecam и камера Arricam) вместо одного комбинированного. В 2016 году вышла камера Millennium DXL, которая стала первой полностью цифровой камерой. Вместо традиционной для линейки Millennium 35-мм плёнки в ней используется 8K-сенсор производства компании RED Digital Cinema.

## Приобретения и реструктуризация
В мае 1997 года Panavision объявила о покупке Visual Action Holdings PLC за 61 миллион долларов (37,5 млн фунтов стерлингов). Эта британская компания была формально известна как Samuelson Group PLC. Она имела три филиала в Великобритании и была главным посредником Panavision во Франции и Австралии. Также компания проводила небольшие операции в Новой Зеландии, Сингапуре, Малайзии и Индонезии и контролировала три агентства Panavision в городах США: Атланте, Чикаго и Далласе (приобретённые у Victor Duncan, Inc.).

Главный исполнительный директор Panavision Уильям Си Скотт (англ. William C Scott) сказал:

Эта трансакция обеспечивает Panavision крепкой платформой, на которой растёт международная сторона нашего бизнеса, и контролирует распределительную систему в США. Также мы планируем немедленно расширить наше присутствие на ключевых рынках Юго-Восточной Азии, где телевидение и киноиндустрия ожидают быстрого роста. В общем, трансакция даёт нам возможность контролировать обширную сеть распределения киносъёмочных и других продуктов Panavision — это одна из наших важнейших стратегических задач.
Оригинальный текст (англ.)This transaction provides Panavision with a strong platform on which to grow the international side of our business and also completes our company-controlled distribution systen in the US. Additionally, we will immediately expand our presence in key outheast Asia markets, where television and film activity are expect to grow rapidly. Overall, the transaction enables us to control a true worldwide distribution network for Panavision’s camera systems and related products, one of our most important strategic objectives.

MacAndrews & Forbes Holdings (Mafco), принадлежащая исключительно Рональду Перельману (англ. Ronald Perelman), приобрела контрольный пакет акций Panavision в 1998 году посредством своего филиала. Обратно Panavision была передана её кредиторам только в 2010 году. После прерванных попыток по созданию киносъёмочной видеокамеры в 1970-е и 1980-е Panavision предприняла новую попытку провести цифровую революцию в июле 2000 года, основав DHD Ventures в партнёрстве с Sony. Новой целью компании стало повышение качества цифрового HD-видео до стандартов высокоуровневого голливудского кинопроизводства. Это совместное рискованное предприятие было проведено при подстрекательстве Джорджа Лукаса, дабы оказать содействие в создании приквелов «Звёздных войн». В результате сотрудничества была создана первая в мире цифровая кинокамера Sony HDW-F900 CineAlta HDCAM. Sony отвечала за электронику и свободностоящую версию камеры, Panavision — за проектирование HD-объективов, названных Primo Digital, и корпуса камеры, что облегчило интеграцию оборудования, названного «цифровой кинокамерой», в существующий съёмочный процесс. Panavision HD-900F была использована при создании фильма «Звёздные войны. Эпизод II: Атака клонов» (2002), названного «первым цифровым фильмом». Однако система получила равнодушные отзывы, и Джордж Лукас выбрал более прогрессивные камеры от Plus8Digital для производства третьего эпизода «Звёздных войн». Следующий шаг Panavision в совершенствовании цифровых камер включал в себя сотрудничество с Sony, где Panavision участвовала во всех этапах производства. Цель заключалась в создании такой системы, которая бы могла использовать целый ряд 35-мм сферических объективов компании. Это привело к представлению в 2004 году Genesis HD — полной цветовой субдискретизационной HD SDI камеры с улучшенными колориметрическими и сенситометрическими техническими условиями. Светочувствительная матрица формата Super 35 делает её совместимой с 35-мм объективами, создавая реальную 35-мм глубину пространства. Электроника камеры, включая ПЗС-матрицу и HDCAM-SR-видеомагнитофон, была произведена Sony. Ходовая часть и механика спроектированы командой Panavision, возглавляемой Альбертом Мэйером-младшим — сыном дизайнера Panaflex. Genesis была впервые использована в фильмах «Возвращение Супермена» (2006) и «Эскадрилья „Лафайет“» (2006). Но комедия «Очень страшное кино 4» (2006), позже снятая в смеси применения 35-мм плёнки и Genesis, вышла в прокат раньше этих двух фильмов из-за обширной работы над визуальными эффектами, необходимыми для них. По окончании работы над Genesis Panavision выкупила 49 % DHD Ventures и полностью объединилась с ней в сентябре 2004 года.
В тот же период Panavision начала приобретение родственных кинокомпаний, включая eFilm в 2001 году (полностью продана Deluxe в 2004), Technovision France (2004), канадский филиал компании William F. White International, специализирующейся на прокате камер, в 2005, Plus8Digital (прокат цифровых камер) в 2006, AFM — международная кинокомпания, производящая кинооборудование (2006), One8Six (производство кинокамер) в том же году, киносъёмочное оборудование Joe Dunton & Company (2007). 28 июля 2006 года Mafco объявила о приобретении оставшихся акций Panavision и возвращении компании частного статуса. Компанией был взят $345-миллионный кредит для погашения долга в связи с «глобальными приобретениями». В этом же году Mafco приобрела Deluxe Entertainment Services Group.
В марте 2010 года, ссылаясь на падение производства и сложности в выплате долга (как результат трансакции с Mafco в 1998), акционер MacAndrews & Forbes договорился с кредиторами Panavision о приведении в порядок долга компании. Фонд прямых инвестиций Cerberus Capital был лидирующим инвестором в сделке, которая включала в себя уменьшение долга в $140 млн и вливание в компанию ещё $40 млн. В свою очередь Рональд Перельман был обязан отказаться от контроля Panavision и больше не иметь никакого субъективного права в отношении компании.

## Другая продукция

### Panavision Remote Systems
Panavision Remote Systems — это торговая марка компании Panavision, под которой объединено различное киносъёмочное оборудование, такое как операторские краны (моделей Louma 2, SuperTechno 50, SuperTechno 30, SuperTechno 22, Technocrane 15, Moviebird 35/45 и др.), слайдеры — устройства, позволяющие камере плавно передвигаться (E-slide, JB Slider, Rotational Slider), передвижной операторский кран Multi-Terrain Base, системы для гашения подёргиваний камеры (Hot Head, Power Pod, Dutch Plus 360, Scorpio Head, Libra Head, Mo-Sys, Key Head) и набор запасных кабелей, аккумуляторов и зарядных устройств Preston FIZ. С использованием оборудования Panavision Remote Systems были сняты такие фильмы, как «Смурфики» (2011), «Пираты Карибского моря: На странных берегах» (2011), «Люди Икс: Первый класс» (2011), «Притворись моей женой» (2011), «Гарри Поттер и Дары Смерти. Часть 1 и 2» (2010—2011). Техника Remote System применялась и при съёмке телевизионных проектов: «Подпольная империя», «Хор», «C.S.I.: Место преступления».

### Panalux
Panalux — это профессиональная осветительная аппаратура и связанное с ней оборудование, предназначенные для использования на телевидении и в киноиндустрии. Panalux является лидером на международном рынке светотехники и имеет подразделения в Чехии, Франции, Великобритании, ЮАР и Австралии. Европейское подразделение Panalux Europe (по сути переформированные компании AFM и LEE Lighting, приобретённые Panavision) обеспечивало оборудованием съёмки таких фильмов, как «Мамма миа!» (2008), «Особо опасен» (2008), «Золотой компас» (2007), «10 000 лет до нашей эры» (2008), «Тёмный рыцарь» (2008), «Гарри Поттер и Принц-полукровка» (2009). На счету Panalux Asia Pacific — австралийского подразделения — участие в производстве фильмов «Австралия» (2008), «Руины» (2008), «Воины света» (2010) и «Остров Ним» (2008). Впервые о брэнде Panalux компания объявила 10 октября 2007 года. Сейчас под этой торговой маркой объединено светооборудование моделей Fisher Light, HydroPar, 4 kW Maxi Light, 48 cm LED RingLight, 6 kW TopLight, Bag-O-Lite, Panalux MovieStar, 6 kW PAR и 12 kW PAR.

### Lee Filters
Lee Filters — это подразделение компании Panavision, которое является мировым производителем фильтров для кинокамер и осветительного оборудования, использующихся в основном на телевидении и в киноиндустрии, но также применимых и в архитектурном освещении. Lee Filters выпускает три типа фильтров для камер: полиэстровые, стеклянные и фолиевые, последние из которых изготовляются работниками компании вручную. Помимо фильтров подразделение занимается выпуском и разработкой различных держателей для них, предназначенных для съёмки в системе Lee Filters, но возможно и изготовление держателя на заказ по индивидуальным требованиям заказчика, если тот не планирует использование подобных фильтров. В остальную продукцию подразделения входят адаптерные кольца (это крепления для держателей фильтров), светозащитные бленды (или компендиумы), оборудование для использования в «тёмной комнате» и связанные аксессуары: рамки и чистящая жидкость для фильтров, чехлы для их хранения и транспортировки.

### Panascout
Panascout — это приложение для мобильных «i-устройств», позволяющее пользователям делать реальные широкоформатные фотографии. Panascout имитирует обзор профессиональной кинокамеры и обрабатывает снимки в различные широкоэкранные форматы изображения: анаморфотное, Super 35mm, 16x9 HD и 4x3, но возможно создавать и собственные пользовательские пропорции посредством опции Panaframe. Со времени последнего обновления 14 августа 2011 года приложение имеет версию 2.1, размер 1,1 МБ, стоит $9,99 USD и существует только в англоязычном варианте. Panascout доступно лишь в iTunes Store в версии для iPhone, iPad 2 и iPod touch 4-го поколения; на другие мобильные устройства приложение пока не распространяется. Также существует бесплатная демоверсия Panascout LITE 1.1 размером 0.3 МБ и с ограниченным количеством функций.

## Награды

### Academy Awards
По состоянию на 2011 год компания Panavision — обладательница 19 наград Academy Awards.
| Список наград Academy Awards | Список наград Academy Awards     | Список наград Academy Awards             | Список наград Academy Awards |
| Год                          | Премия                           | Награда                                  | Описание |
| ---------------------------- | -------------------------------- | ---------------------------------------- | --- |
| 1958                         | Scientific or Technical Award    | Academy Plaque                           | За разработку 35-мм анаморфотных объективов Auto Panatar для системы съёмки CinemaScope.                                                     |
| 1959                         | Scientific and Engineering Award | Academy Plaque                           | За Ultra Panavision 70 (Camera 65). |
| 1966                         | Scientific or Technical Award    | Academy Certificate of Honorable Mention | За проектирование Panatron Power Inverter и его применение в работе с кинокамерой.                                                           |
| 1967                         | Scientific or Technical Award    | Academy Certificate of Honorable Mention | За создание двигателя Variable Speed Motor для кинокамер.                                                                                    |
| 1969                         | Scientific or Technical Award    | Academy Citation                         | За разработку Panaspeed Motion Picture Camera Motor - первого кварцованного двигателя для кинокамер.                                         |
| 1972                         | Scientific or Technical Award    | Academy Plaque                           | За разработку кинокамеры Panaflex. |
| 1976                         | Scientific or Technical Award    | Academy Citation                         | За разработку сверхбыстрых киносъёмочных объективов.                                                                                         |
| 1977                         | Scientific or Technical Award    | Academy Citation                         | За проектирование штатива Panahead. |
| 1977                         | Scientific or Technical Award    | Academy Citation                         | За проектирование навесного управляемого прожектора Panalite.                                                                                |
| 1977                         | Scientific or Engineering Award  | Academy Plaque                           | За разработку усовершенствований, объединённых в кинокамере Panaflex.                                                                        |
| 1978                         | Academy Award of Merit           | Оскар                                    | За продолжительную разработку системы киносъёмки Panaflex Motion Picture Camera System.                                                      |
| 1990                         | Technical Achievment Award       | Academy Certificate                      | За разработку 35-мм сферических объективов Primo Series.                                                                                     |
| 1991                         | Scientific and Engineering Award | Academy Plaque                           | За разработку 35-мм объективов Primo Zoom Lens.                                                                                              |
| 1993                         | Academy Award of Merit           | Оскар                                    | За создание анаморфотных съёмочных объективов Auto Panatar.                                                                                  |
| 1998                         | Technical Achievment Award       | Academy Plaque                           | За проектирование Eyepiece Leveler. |
| 1998                         | Scientific and Engineering Award | Academy Plaque                           | За разработку 35-мм сферических объективов серии Primo.                                                                                      |
| 1999                         | Scientific and Engineering Award | Academy Plaque                           | За разработку видоискателя для системы Millennium Camera System.                                                                             |
| 2000                         | Scientific and Engineering Award | Academy Plaque                           | За разработку киносъёмочной системы Millennium XL Camera System.                                                                             |
| 2002                         | Academy Award of Merit           | Academy Statue                           | За продолжительную разработку и инновации в проектирование и производство современных киносъёмочных систем, в особенности для киноиндустрии. |

### Emmy Awards
Panavision была четыре раза удостоена Технической премии «Эмми».
| Год  | Описание |
| ---- | --- |
| 2000 | За киносъёмочную систему Millenium XL Camera System.                                                                                                 |
| 2001 | За объективы серии Primo Lens Series. |
| 2003 | За общий вклад в улучшение фирменного киносъёмочного оборудования, кинокамер, кранов, операторских тележек, 35-мм оптики и осветительной аппаратуры. |
| 2011 | За техническое сотрудничество и значительное продвижение в цифровой съёмочной технологии для телевизионного производства.                            |

## Использованные источники
1. 1 2  Verrier, Richard. Panavision's future is in need of focus (англ.). Los Angeles Times (20 июля 2009). Дата обращения: 29 декабря 2011. Архивировано из оригинала 7 января 2012 года.
2. ↑  Характеристики изображения. Редкое интеллектуальное кино. Классика мирового кино. Дата обращения: 25 февраля 2012. Архивировано из оригинала 25 февраля 2012 года.
3. ↑  CinemaScope competitirs. Дата обращения: 30 апреля 2012. Архивировано 11 сентября 2012 года.
4. ↑  Гордийчук, 1979, с. 16.
5. ↑  Locations (англ.). Panavision.com. Дата обращения: 28 декабря 2011. Архивировано из оригинала 7 января 2012 года.
6. ↑  John Suh steps into president and CEO role (англ.). Panavision.com. Дата обращения: 16 января 2012. Архивировано из оригинала 17 января 2012 года.
7. ↑  Thursby, Keith. Richard Moore dies at 83; cinematographer and co-founder of Panavision (англ.). Los Angeles Times (31 августа 2009). Дата обращения: 6 декабря 2011. Архивировано из оригинала 7 января 2012 года.
8. ↑  Samuelson, David W. Panaflex Users' Manual. — Focal Press, 1990. — ISBN 0-240-80267-5.
9. 1 2 3 4 5  Roudebush, James. Filmed in Panavision: The Ultimate Wide Screen Experience (англ.). Secrets of Home Theater and High Fidelity vol. 2, no. 1. HomeTheaterHiFi.com (январь 1995). Дата обращения: 1 декабря 2011. Архивировано из оригинала 7 января 2012 года.
10. 1 2 3  Samuelson, David W. Golden Years (англ.) // American Cinematographer. — 2003-09. — P. 70—77.
11. 1 2 3  Henderson, Scott. The Panavision Story (англ.) // American Cinematographer. — 1977-04.
12. 1 2 3 4 5 6 7 8  Bijl, Adriaan. The Importance of Panavision (англ.). The 70mm Newsletter no. 67. in70mm.com (март 2002). Дата обращения: 7 декабря 2011. Архивировано из оригинала 7 января 2012 года.
13. ↑  Hart, Martin. A Little Pre-history (англ.). WidescreenMuseum.com. Дата обращения: 7 декабря 2011. Архивировано из оригинала 7 января 2012 года.
14. ↑  Pryor, Thomas M. Cine-Miracle Joins Big Screen's Big Parade (англ.) // New York Times. — 1966-07-13.
15. ↑  Wallin, Walter. Anamorphosing System (U.S. patent no. 2890622) (англ.). FreePatentsOnline.com. Дата обращения: 7 декабря 2011. Архивировано из оригинала 7 января 2012 года.
16. 1 2 3  Panavision Inc. History (official company history and timeline) (англ.). Panavision.com. Дата обращения: 7 декабря 2011. Архивировано из оригинала 7 января 2012 года.
17. ↑  Panavision. Super Panatar Instruction Manual (англ.). WidescreenMuseum.com (1954). — HTML-версия. Дата обращения: 19 января 2007. Архивировано из оригинала 7 января 2012 года.
18. ↑  Panavision. Ultra Panatar Instruction Manual (англ.). WidescreenMuseum.com (1955). — HTML версия. Дата обращения: 19 января 2007. Архивировано из оригинала 7 января 2012 года.
19. ↑  Cook, David A. A History of Narrative Film. — Norton & Company, 1990. — ISBN 0-393-95553-2.
20. 1 2  Academy Awards (англ.). Panavision.com. Дата обращения: 10 декабря 2011. Архивировано из оригинала 7 января 2012 года.
21. 1 2 3  Hart, Martin. Solving The Mysteries of MGM Camera 65 and Ultra Panavision 70 (англ.). WidescreenMuseum.com (сентябрь 2002). Дата обращения: 19 января 2007. Архивировано из оригинала 7 января 2012 года.
22. ↑  Hart, Martin. MGM Camera 65 Circa 1959 Anamorphic 70mm Print (англ.). WidescreenMuseum.com. Дата обращения: 7 января 2012. Архивировано из оригинала 7 января 2012 года.
23. ↑  Hart, Martin. Cinerama Single Film Presentations (англ.). WidescreenMuseum.com. Дата обращения: 7 января 2012. Архивировано из оригинала 7 января 2012 года.
24. ↑  Вадим Рутковский. Потрясающая «Омерзительная восьмёрка» на киноплёнке. Блог. журнал «Сноб» (8 января 2016). Дата обращения: 13 января 2016. Архивировано 16 августа 2016 года.
25. ↑  Honoring Our Own (англ.). Panavision.com. Дата обращения: 19 января 2007. Архивировано из оригинала 2 февраля 2012 года.
26. 1 2 3 4 5 6  Bijl, Adriaan. The Importance of Panavision: Diffusion Phase (англ.). in70mm.com. Дата обращения: 20 января 2007. Архивировано из оригинала 8 января 2012 года.
27. ↑  Panavision Inc. Panavision 8-K SEC Filing (англ.). SECInfo.com (8 августа 2004). Дата обращения: 24 декабря 2011. Архивировано из оригинала 8 января 2012 года.
28. ↑  Panavision (англ.). Encyclopedia of Company Histories/Answers.com. Дата обращения: 24 декабря 2011. Архивировано из оригинала 8 января 2012 года.
29. ↑  Техника и технологии кино, 2009, с. 56.
30. ↑  Loring, Charles. Breakthrough in 35mm-to-70mm Print-Up Process (англ.) // American Cinematographer. — 1964-04.
31. 1 2  Hart, Martin. Super Panavision Filmography (англ.). WidescreenMuseum.com. Дата обращения: 19 января 2007. Архивировано из оригинала 8 января 2012 года.
32. 1 2  Hauerslev, Thomas. Super Panavision 70 (англ.). in70mm.com. Дата обращения: 6 января 2007. Архивировано из оригинала 10 февраля 2007 года.
33. ↑  Техника кино и телевидения, 1974, с. 74.
34. 1 2  Probst, Christopher. A Camera for the 21st century (англ.) // American Cinematographer. — 1999-03. — P. 201—211.
35. ↑  Brode, Douglas. The Films of Steven Spielberg. — Citadel Press, 1995. — P. 39. — ISBN 0-8065-1540-6.
36. ↑  Slide, Anthony. Panavision // The American Film Industry: A Historical Dictionary. — Limelight Editions, 1990. — P. 253—254. — ISBN 0-87910-139-3.
37. ↑  1995 (68th Academy Awards)—Scientific and Engineering Award—Lenses and Filters (англ.). Academy of Motion Picture Arts and Sciences. Дата обращения: 9 октября 2007. Архивировано из оригинала 27 августа 2007 года.
38. ↑  Kaczek, Frédéric-Gérard. Panavision (англ.). European Federation of Cinematographers (Imago.org). Дата обращения: 20 января 2007. Архивировано из оригинала 23 августа 2007 года.
39. ↑  Probst, Christopher. Dawn of a New Millennium (англ.) // American Cinematographer. — 2005-02. — P. 80—82.
40. ↑  MILLENNIUM DXL (англ.). Panavision. Дата обращения: 15 февраля 2017. Архивировано из оригинала 15 февраля 2017 года.
41. 1 2  Panavision Inc. Panavision 10-K SEC Filing for 2002 (англ.). Edgar-Online.com. Дата обращения: 31 января 2007. Архивировано из оригинала 9 января 2012 года.
42. ↑  Hearn, Marcus. The Cinema of George Lucas. — Abrams, 2005. — P. 222. — ISBN 0-8109-4968-7.
43. ↑  Алекс Мастер. Оборудование, совместимое с форматом RAW // «Техника и технологии кино» : журнал. — 2011. — № 4. — С. 46. Архивировано из оригинала 27 января 2013 года.
44. ↑  Panavision Makes Major Purchase of Sony 24p CineAlta High Definition Camcorders (англ.). HDTVMagazine.com. Дата обращения: 20 января 2007. Архивировано из оригинала 9 января 2012 года.
45. 1 2  Holben, Jay. Let There Be Digital: Panavision Unveils Digital Cinematography Camera (англ.) // American Cinematographer. — 2004-09. — P. 94—98.
46. ↑  Lazotte, Suzanne. Panavision Genesis Super 35 Digital Cinematography Camera System (англ.). Panavision.com. Дата обращения: 24 декабря 2011. Архивировано из оригинала 28 февраля 2007 года.
47. ↑  Birchard, Robert S. World War I Flying Aces (англ.). American Cinematographer(ASCMag.com) (октябрь 2006). Дата обращения: 24 декабря 2011. Архивировано из оригинала 27 сентября 2007 года.
48. ↑  Scary Movie 4 (release dates) (англ.). IMDb.com. Дата обращения: 24 декабря 2011. Архивировано из оригинала 9 января 2012 года.
49. ↑  Flyboys (release dates) (англ.). IMDb.com. Дата обращения: 24 декабря 2011. Архивировано из оригинала 9 января 2012 года.
50. ↑  Panavision Inc. Panavision 10-K SEC Filing for 2005 (англ.). SECInfo.com. Дата обращения: 24 декабря 2011. Архивировано из оригинала 9 января 2012 года.
51. ↑  Panavision Sells Interest in EFILM to Deluxe Labs (press release) (англ.). Panavision.com (9 августа 2004). Дата обращения: 24 декабря 2011. Архивировано из оригинала 15 марта 2006 года.
52. ↑  Panavision Purchases Technovision France (press release) (англ.). Panavision.com (16 августа 2004). Дата обращения: 24 декабря 2011. Архивировано из оригинала 15 марта 2006 года.
53. ↑  Panavision Canada Acquires Camera Assets of William F. White International Inc. (press release) (англ.). Panavision.com (4 января 2005). Дата обращения: 24 декабря 2011. Архивировано из оригинала 15 марта 2006 года.
54. ↑  Panavision Acquires Plus 8 Digital (press release) (англ.). Panavision.com (2 октября 2006). Дата обращения: 24 декабря 2011. Архивировано из оригинала 22 октября 2006 года.
55. ↑  Panavision Enters Into Agreement to Acquire AFM Group (англ.). PRNewswire.co.uk (7 ноября 2006). Дата обращения: 24 декабря 2011. Архивировано из оригинала 10 января 2012 года.
56. ↑  Giardina, Carolyn. Panavision reels in Joe Dunton (англ.). The Hollywood Reporter (15 августа 2007). Дата обращения: 24 декабря 2011. Архивировано из оригинала 24 августа 2007 года.
57. ↑  Zeitchik, Steven. Panavision Hones Its Focus (англ.). Variety.com (18 апреля 2006). Дата обращения: 24 декабря 2011. Архивировано из оригинала 10 января 2012 года.
58. ↑  Deluxe (corporate holdings description) (англ.). MacAndrewsandForbes.com. Дата обращения: 24 декабря 2011. Архивировано из оригинала 10 января 2012 года.
59. ↑  Verrier, Richard. Creditors set to gain Panavision (англ.). Los Angeles Times (2 марта 2010). Дата обращения: 24 декабря 2011. Архивировано из оригинала 10 января 2012 года.
60. 1 2  Louma 2: Credits (англ.). Panavision.com. Дата обращения: 17 декабря 2011. Архивировано из оригинала 10 января 2012 года.
61. 1 2  SuperTechno 30: Credits (англ.). Panavision.com. Дата обращения: 17 декабря 2011. Архивировано из оригинала 10 января 2012 года.
62. ↑  Panalux.biz (англ.). — главная страница. Дата обращения: 17 декабря 2011. Архивировано из оригинала 10 января 2012 года.
63. ↑  Panalux™: The new name in professional lighting for the film and television industry (англ.). Panavision.com. Дата обращения: 17 декабря 2011. Архивировано из оригинала 10 января 2012 года.
64. ↑  The Panalux Knowledge base (англ.). Panalux.biz. Дата обращения: 17 декабря 2011. Архивировано из оригинала 10 января 2012 года.
65. ↑  LEE Filters USA/ Panavision (англ.). Linkedin.com. Дата обращения: 18 декабря 2011. Архивировано из оригинала 10 января 2012 года.
66. ↑  Фильтры. Leefilters-camera.ru. Дата обращения: 18 декабря 2011. Архивировано из оригинала 5 января 2012 года.
67. ↑  Держатели фильтров. Leefilters-camera.ru. Дата обращения: 18 декабря 2011. Архивировано из оригинала 13 декабря 2013 года.
68. ↑  Panascout by Panavision (англ.). iTunes Store. Дата обращения: 17 декабря 2011. Архивировано из оригинала 10 января 2012 года.
69. ↑  Frequently Asked Questions (англ.). Panascout.com. Дата обращения: 17 декабря 2011. Архивировано из оригинала 10 января 2012 года.
70. ↑  Panascout LITE by Panavision (англ.). iTunes Store. Дата обращения: 17 декабря 2011. Архивировано из оригинала 10 января 2012 года.
71. ↑  About Panavision: 1968 (англ.). Panavision.com. Дата обращения: 10 декабря 2011. Архивировано из оригинала 10 января 2012 года.
72. ↑  Emmy Awards (англ.). Panavision.com. Дата обращения: 11 декабря 2011. Архивировано из оригинала 7 января 2012 года.